# Diglossa caerulescens
A Diglossa caerulescens a madarak osztályának verébalakúak (Passeriformes) rendjébe és a tangarafélék (Thraupidae) családjába tartozó faj.

## Rendszerezése
A fajt Philip Lutley Sclater angol ornitológus írta le 1856-ban, a Diglossopis nembe Diglossopis caerulescens néven

## Alfajai
- Diglossa caerulescens caerulescens (P. L. Sclater, 1856)
- Diglossa caerulescens ginesi Phelps & Phelps Jr, 1952
- Diglossa caerulescens media Bond, 1955
- Diglossa caerulescens mentalis J. T. Zimmer, 1942
- Diglossa caerulescens pallida (von Berlepsch & Stolzmann, 1896)
- Diglossa caerulescens saturata (Todd, 1917)[2]

## Előfordulása
Az Andok hegységben, Bolívia, Ecuador, Kolumbia, Peru és Venezuela területén honos. Természetes élőhelyei a szubtrópusi és trópusi hegyi erdők, magaslati füves puszták és cserjések, valamint másodlagos erdők. Állandó, nem vonuló faj.

## Megjelenése
Testhossza 13 centiméter.

## Természetvédelmi helyzete
Az elterjedési területe nagyon nagy, egyedszáma pedig stabil. A Természetvédelmi Világszövetség Vörös listáján nem fenyegetett fajként szerepel.